# Аллея Героев (Волгоград)
Алле́я Геро́ев — бульвар в центре города-героя Волгограда. Соединяет набережную им. 62-й Армии и площадь Павших Борцов, пересекая проспект им. Ленина, улицы Советскую и Чуйкова.

## Ансамбль
Аллея Героев состоит из трёх параллельно идущих улиц — ранее на этом месте находились три разные улицы. По бокам аллея ограничена жилыми восьмиэтажными зданиями в стиле сталинского ампира. Фасады домов по вертикали разделены на три части: нижняя, в виде мощной рустованной стены с большими проёмами; средняя — три этажа гладкой стены с равномерно расположенными балконами; и третья — в виде непрерывного ряда пилястр. Завершаются здания мощным карнизом.
На крышах домов № 1 и 2 установлены макеты ордена Ленина и медали «Золотая Звезда», полученные городом за массовый героизм и мужество в защите Родины в Великой Отечественной войне.
Часть территории аллеи и площади Павших борцов занимает объект культурного наследия федерального значения «Памятное место, где 31 января 1943 года войска Донского фронта под командованием генерал-полковника Рокоссовского Константина Константиновича завершили разгром южной группы войск фашистской Германии, окруженной в районе Сталинграда, и водрузили Красное знамя Победы».

## Мемориал
Одним из основных элементов в архитектурном ансамбле Аллеи Героев являются стелы Героев Советского Союза, на которых увековечены имена 127 героев-сталинградцев.
Мемориал в честь Героев Советского Союза и полных Кавалеров ордена Славы был открыт 8 мая 1985 года, в рамках празднования 40-летней годовщины Победы в Великой Отечественной войне. Художественные работы выполнены Волгоградским отделением художественного фонда РСФСР под руководством главного художника города М. Я. Пышты.
Мемориал является объектом культурного наследия регионального значения, состоит из 6 вертикальных (по 3 с каждой стороны) и 4 горизонтальных стелл: на вертикальных размещены имена героев, на горизонтальных — барельефы-макеты орденов и надписи «Герои Советского Союза удостоенные звания за подвиги в Сталинградской битве» и «Волгоградцы — Герои Советского Союза и Кавалеры Орденов Славы трех степеней»
На 2022 год запланировано проведение комплексной реставрации мемориала.